# Michaił Miszuk
Michaił Nikitowicz Miszuk (ros. Михаил Никитович Мишук, ur. 19 listopada?/2 grudnia 1913 we wsi Sztormowo w powiecie starobielskim (obecnie w rejonie nowoajdarskim), zm. 25 listopada 1982 w Moskwie) – radziecki wojskowy, generał pułkownik lotnictwa.

## Życiorys
Urodził się w ukraińskiej rodzinie chłopskiej. W 1932 skończył technikum mechanizacji gospodarki rolnej w Hajsynie i wstąpił do Marynarki Wojennej ZSRR, w 1934 ukończył Wojskowo-Morską Szkołę Inżynieryjną im. Dzierżyńskiego, później studiował w Akademii Wojskowo-Powietrznej im. Żukowskiego. W 1938 został zwolniony z armii z powodu aresztowania ojca będącego wówczas kombrigiem, dowódcą dywizji kawalerii (został on następnie rozstrzelany). Ukończył moskiewski instytut i został inżynierem mechanikiem, w 1940 przywrócono go do służby w armii i mianowano dowódcą eskadry w Siłach Wojskowo-Powietrznych Floty Bałtyckiej, od czerwca 1941 uczestniczył w wojnie z Niemcami jako inżynier grupy lotniczej, od lipca 1942 służył we Flocie Północnej jako zastępca głównego inżyniera Zarządu Sił Wojskowo-Powietrznych Floty. Od 1943 należał do WKP(b), od września 1944 jako szef wydziału pracował w Zarządzie Służby Inżynieryjno-Lotniczej Marynarki Wojennej, później zastępca szefa tego zarządu, 1950-1953 był zastępcą dowódcy Sił Wojskowo-Powietrznych 8 Floty na Morzu Bałtyckim. Od sierpnia 1953 do października 1956 był naczelnikiem Wojskowo-Morskiej Lotniczej Szkoły Technicznej im. Mołotowa w Mołotowie (obecnie Perm), później kierownikiem Instytutu nr 13 Marynarki Wojennej w Teodozji, potem ponownie pracował w centrali zarządu Sił Wojskowo-Powietrznych Marynarki Wojennej, 1959-1966 stał na czele Komitetu Naukowo-Technicznego Sił Wojskowo-Powietrznych. Od stycznia 1971 był szefem uzbrojenia Sił Wojskowo-Powietrznych - zastępcą głównodowodzącego Siłami Wojskowo-Powietrznymi ZSRR ds. uzbrojenia, 18 listopada 1971 otrzymał stopień generała pułkownika lotnictwa. W 1966 otrzymał tytuł doktora, a w 1973 profesora. Został pochowany na Cmentarzu Nowodziewiczym.

## Odznaczenia i nagrody
- Medal Sierp i Młot Bohatera Pracy Socjalistycznej (21 lutego 1978)
- Order Lenina (dwukrotnie - 1974 i 1978)
- Order Czerwonego Sztandaru (1942)
- Order Czerwonego Sztandaru Pracy (dwukrotnie - 1966 i 1972)
- Nagroda Leninowska (1972)
- Order Czerwonej Gwiazdy (dwukrotnie - 1942 i 1944)
- Krzyż Kawalerski Orderu Odrodzenia Polski (PRL, 1973)
- Order 9 września 1944 III klasy z Mieczami (Ludowa Republika Bułgarii, 1974)
- Order Za Zasługi Bojowe (Mongolska Republika Ludowa, 1971)
- Order Marynarki Wojennej (Chiny, 1955)

I medale.